# يوسف الرواشدة
يوسف أحمد محمد الرواشدة (مواليد 14 مارس 1990 في دبي) لاعب كرة قدم الأردن يجيد اللعب في مركز الهجوم. بدأ مع النادي العربي الأردني ولعب في كافة الفئات العمرية وصولا للفريق الأول. أكمل مسيرته كلاعب كرة قدم ملتحقا بنادي الجزيرة الأردني. وفي نهاية عام 2013 وبداية موسم 2014 انتقل يوسف الرواشدة إلى نادي الرمثا وسجل معه 57 هدف.

## مهنة دولية
لعب يوسف أول مباراة له مع منتخب بلاده الأول ضد الكويت في 9 أكتوبر 2013 في مباراة دولية ودية على ملعب الملك عبد الله الثاني في عمان، الأردن، والتي انتهت بالتعادل 1-1. سجل يوسف هدفه الأول مع منتخبه الوطني ضد سنغافورة خلال التصفيات المؤهلة لكأس آسيا 2015 على ملعب جالان بيسار، في كالانج، سنغافورة في 4 فبراير 2014. وانتهت المباراة بالفوز 3-1.

## الأهداف الدولية

### تحت 19 وتحت 23 سنة
| # | تاريخ         | مكان   | الخصم          | الأهداف | النتيجة | المنافسة                                                       |
| - | ------------- | ------ | -------------- | ------- | ------- | -------------------------------------------------------------- |
| 1 | 8 نوفمبر 2007 | طشقند  | أوزبكستان      | 3–1     | خسارة   | تصفيات بطولة آسيا للشباب لكرة القدم 2008                       |
| 2 | 3 نوفمبر 2008 | الخبر  | تايلاند        | 3–2     | خسارة   | بطولة آسيا للشباب تحت 19 عاما 2008                             |
| 3 | 9 مارس 2011   | تايبيه | تايبيه الصينية | 2–0     | فوز     | الدور التمهيدي في مسابقة الاتحاد الآسيوي الأولمبية للرجال 2012 |

### الفريق الأول
| #  | تاريخ         | المكان                                   | الخصم     | الأهداف | النتيجة | المنافسة                                      |
| -- | ------------- | ---------------------------------------- | --------- | ------- | ------- | --------------------------------------------- |
| 1. | 4 فبراير 2014 | استاد جالان بيسار، كالانغ، سنغافورة      | سنغافورة  | 3–1     | 3–1     | تصفيات كأس آسيا 2015                          |
| 2. | 16 يناير 2015 | ملعب ملبورن المستطيل، ملبورن، أستراليا   | فلسطين    | 1–0     | 5–1     | كأس آسيا 2015 المجموعة د                      |
| 3. | 24 مارس 2016  | ستاد عمان الدولي، عمان، الأردن           | بنغلاديش  | 4–0     | 8–0     | تصفيات كأس العالم 2018 – آسيا المرحلة الثانية |
| 4. | 20 مايو 2018  | ستاد عمان الدولي، عمان، الأردن           | قبرص      | 3–0     | 3–0     | مباراة ودية                                   |
| 5. | 11 يونيو 2019 | ستاد الملك عبد الله الثاني، عمان، الأردن | إندونيسيا | 3–0     | 4–1     | مباراة ودية                                   |
| 6. | 10 أغسطس 2019 | ملعب فرانسو حريري، أربيل، العراق         | السعودية  | 2–0     | 3–0     | بطولة اتحاد غرب آسيا لكرة القدم 2019          |

### إحصائيات المهنة الدولية
| المنتخب الأردني | المنتخب الأردني | المنتخب الأردني |
| سنة             | الظهور          | الأهداف         |
| --------------- | --------------- | --------------- |
| 2013            | 6               | 0               |
| 2014            | 7               | 1               |
| 2015            | 10              | 1               |
| 2016            | 9               | 1               |
| 2017            | 5               | 0               |
| 2018            | 3               | 1               |
| المجموع         | 40              | 4               |

## روابط خارجية
- يوسف الرواشدة على موقع قاعدة بيانات كرة القدم.إي يو (الإنجليزية)
- يوسف الرواشدة على موقع ناشيونال فوتبول تيمز (الإنجليزية)
- يوسف الرواشدة على موقع Soccerway.com (الإنجليزية)
- يوسف الرواشدة على موقع كووورة